# Panmixia
Panmixia (ou panmixis) significa cruzamento aleatório.
Uma população panmítica é aquela em que todos os indivíduos são potenciais parceiros.
Para que a frequência dos genótipos se mantenha, é necessário que a reprodução seja panmítica, isto é, que haja cruzamentos ao acaso, sem restrições. Os indivíduos podem cruzar entre si obedecendo a única condição de serem da mesma espécie.